# Min nan
Min nan, také minnanština nebo jižní min (Švarný: min-nan, pchin-jin: mǐnnán), je jazyk rozšířený v jihovýchodní Číně. Patří do skupiny jazyků min, ze kterých má nejvíce mluvčích. Minnanštinou se mluví převážně na Tchaj-wanu, kde je rodným jazykem asi 70 % tamější populace.

## Dialekty
Hokkien – jazyky této skupiny jsou si do velké míry vzájemně srozumitelné
- Amoyský dialekt – používá se kolem města Sia-men (v amoyském dialektu vyslovováno jako Amoy). V 19. a na počátku 20. století kvůli obchodním kontaktům studovali Evropané tento jazyk častěji než kterýkoli jiný čínský jazyk. Do 70. let 20. století to byla nejprestižnější varianta hokkienu, ale od 80. let je v důsledku vzrůstu kulturního vlivu Tchaj-wanu vytlačován tchajwanským hokkienem. V Číně je však stále nejdůležitějším dialektem hokkienu.
- Tchajwanský hokkien (tchajwanština) – je mateřským jazykem přibližně 70% obyvatel Tchaj-wanu. Etnická skupina, která tímto jazykem mluví, se nazývá Hoklo.

Tio-ciou-ue (teochew) – mluví se jím ve východním Kuang-tungu. Není příliš srozumitelný s amoyským dialektem.
Lejčouský min – poloostrov Lej-čou (někdy vydělován jako samostatná skupina v rámci minu)
Chajnanština – ostrov Chaj-nan (někdy vydělována jako samostatná skupina v rámci minu)